# Miguel Ángel Sancho
Miguel Ángel Sancho, né le 24 avril 1990 à Valence, est un athlète espagnol, spécialiste du saut en hauteur.

## Carrière
Son record est de 2,26 m obtenu à Malaga le 6 août 2011. Il a réalisé un cm de plus en salle. Il a obtenu la même année la médaille de bronze lors des Championnats d'Europe espoirs à Ostrava ainsi que lors des Championnats du monde juniors d'athlétisme 2008 à Bydgoszcz.

## Palmarès
| Date | Compétition                       | Lieu           | Résultat | Marque |
| ---- | --------------------------------- | -------------- | -------- | ------ |
| 2007 | Championnats du monde jeunesse    | Ostrava        | 4e       | 2,16 m |
| 2008 | Championnats du monde juniors     | Bydgoszcz      | 3e       | 2,21 m |
| 2009 | Championnats d'Europe juniors     | Novi Sad       | 11e      | 2,07 m |
| 2011 | Championnats d'Europe espoirs     | Ostrava        | 3e       | 2,21 m |
| 2013 | Universiade                       | Kazan          | 11e      | 2,15 m |
| 2016 | Championnats ibéro-américains     | Rio de Janeiro | 3e       | 2,23 m |
| 2016 | Championnats d'Europe             | Amsterdam      | finale   | NM     |
| 2017 | Championnats d'Europe par équipes | Lille          | 11e      | 2,12 m |
| 2019 | Championnats d'Europe par équipes | Bydgoszcz      | 1er      | 2,26 m |

## Records
| Épreuve         | Épreuve   | Marque | Lieu                           | Date                                 |
| --------------- | --------- | ------ | ------------------------------ | ------------------------------------ |
| Saut en hauteur | Plein air | 2,26 m | Málaga Lloret de Mar Bydgoszcz | 6 août 2011 4 juin 2016 10 août 2019 |
| Saut en hauteur | Salle     | 2,27 m | San Sebastián                  | 15 février 2009                      |